# Hur Song
Hur Song es un deportista surcoreano que compitió en taekwondo. Ganó dos medallas de oro en el Campeonato Mundial de Taekwondo, en los años 1975 y 1977.

## Palmarés internacional
| Campeonato Mundial | Campeonato Mundial       | Campeonato Mundial | Campeonato Mundial |
| Año                | Lugar                    | Medalla            | Categoría          |
| ------------------ | ------------------------ | ------------------ | ------------------ |
| 1975               | Seúl (Corea del Sur)     | Medalla de oro     | –74 kg             |
| 1977               | Chicago (Estados Unidos) | Medalla de oro     | –80 kg             |